# 难民

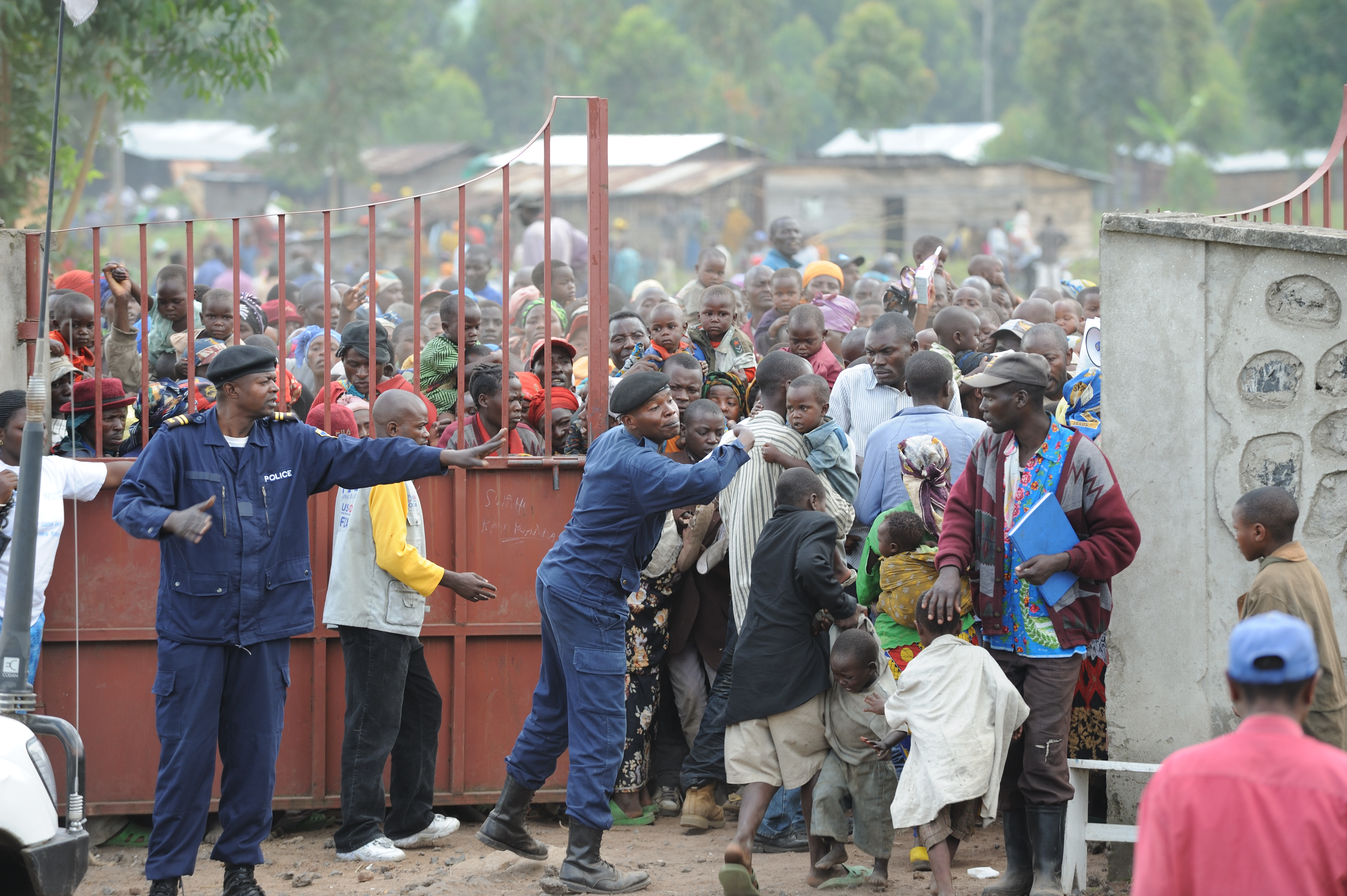
剛果難民

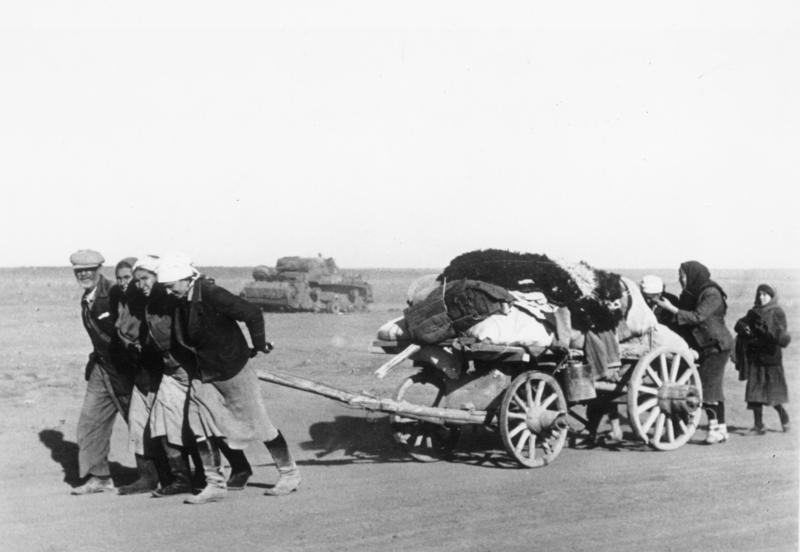
1942二戰難民(斯大林格勒)

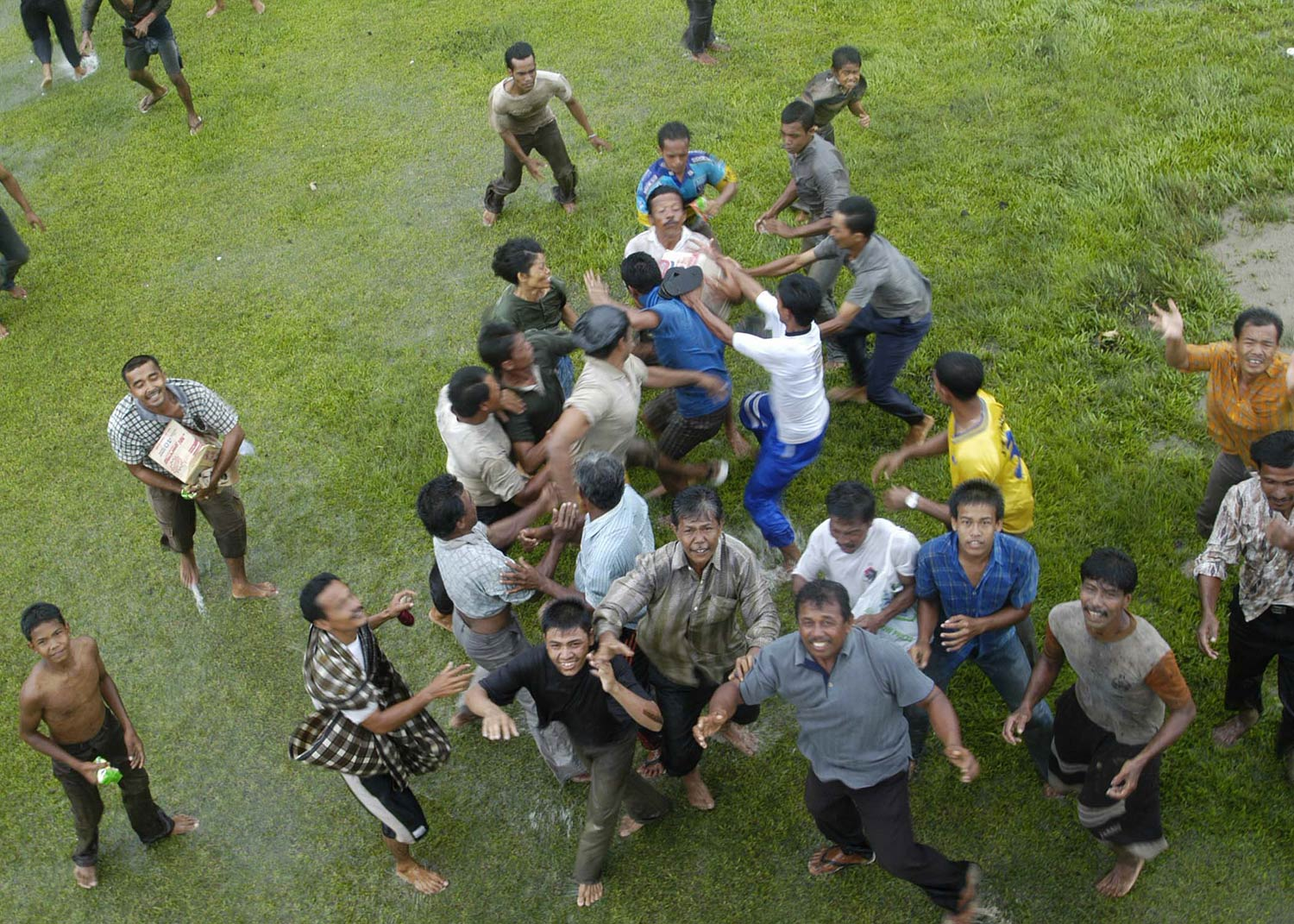
南亞海嘯難民搶接直升機物資

难民是指因战争、自然災害或政治迫害等不可抗的原因而被迫迁離原本的居住地、放棄原國国籍的人。各国移民法例对于难民问题的处理方法不尽相同，通常会采给予庇護權或將其遣返回原居地。
因土耳其国家领导人雷杰普·塔伊普·埃尔多安实施的亲难民政策，截至2023年，土耳其是世界上第一大难民接收国。

## 定义
根据1951年联合国通过的《难民地位公约》第1条的规定，难民是指因种族、宗教、国籍、特殊社会团体成员或政治见解，而有恐惧被迫害的充分理由，置身在原籍国领域外不愿或不能返回原籍国或受该国保护的人。一些区域性的公约在联合国上述公约的基础上，也对难民问题做了进一步的扩展和细化。例如《关于非洲难民某些特定方面的公约》规定：“难民一词亦适用于由于其居住国或国籍国部分或全部地遭到外来侵略、占领、外国统治或出现严重危害公共秩序事件，而被迫离开自己的习惯居住地而在其居住国或国籍国以外寻求避难的任何人。”
国际法的確立对难民的保护的原则主要有两个，即“不驅回”原则和“国际团结合作原则”。前者要求，除非有正当理由认为难民有足以危害其所处国家的安全等其他严重情形，任何国家不得以任何方式，将难民驱逐或送回其生命或自由受到威胁的领土边界；后者要求，世界各国在难民的接纳、安置、援助、保护，难民事务开支的分摊以及消除和减少难民的产生的根源方面有责任加强团结与合作。

## 历史
古希腊人和古埃及人都有这样一种观念，即在一个神圣的地方寻求庇护的人不引起神的报应就不会受到伤害。 肯特国王塞特尔伯特（KingÆthelberht）大约在公元600年首次在法律上将寻求庇护的权利编入。中世纪，整个欧洲都实施了类似的法律。 相关的政治流亡概念也有悠久的历史：奥维德（Ovid）被派往托米斯（Tomis）。 伏尔泰被派往英国。 到1648年的威斯特伐利亚和约，各国才承认彼此国家的主权。 直到18世纪末期浪漫的民族主义出现后，民族主义才盛行，以使“国籍”一词在实际中变得有意义，导致过境要求人们提供国籍身份的证明。
“难民”(refugee)一词可能定义于1951年《公约》概述的定义。 有 在1685年枫丹白露E令宣布法国为新教徒之后，成千上万的雨果人逃往英国，荷兰，瑞士，南非，德国和普鲁士。 在19世纪和20世纪初席卷东欧的大屠杀浪潮不断，促使犹太人大规模移民（1881年至1920年期间，有超过200万俄罗斯犹太人移民）。 从19世纪开始，穆斯林从欧洲移民到土耳其。1912年至1913年的巴尔干战争导致80万人离开家园。从第一次世界大战开始，难民被正式定义。

### 国际联盟
首个有关于难民的国际组织于1921年成立，并成立了难民事务高级专员公署，任命弗里特乔夫·南森（Fridtjof Nansen）为负责人。 南森和委员会负责协助逃离1917年俄国革命及随后的内战（1917-1921年）中的难民大约1,500,000人，他们大多数是逃离共产党政府控制的贵族。 据估计，当列宁于1921年为所有俄罗斯外籍人士撤销国籍时，约有80万俄罗斯难民无国籍。
1923年，委员会的服务范围扩大到包括因现称为亚美尼亚种族灭绝而在1915年至1923年离开土耳其小亚细亚的100万亚美尼亚人。 在接下来的几年中，服务权限再进一步扩大，以涵盖亚述人和土耳其难民。在所有这些情况下，国际联盟已批准将难民定义为难民行为一个群体中的一个人，而不是适用一般定义的一个人。
1923年，希腊和土耳其之间的人口交换涉及大约200万人（希腊约有150万安那托利亚希腊人和50万穆斯林），其中大多数人被迫从数个世纪或几千年的家园离开。1923年推出洛桑条约，该条约是由国际社会推动和监督的条约。
美国国会在1921年通过了《紧急配额法》，随后又通过了1924年的《移民法》。1924年的《移民法》旨在进一步限制南欧和东欧，特别是犹太人，意大利人和斯拉夫人进入从1890年代大量进入美国。他们多为逃离纳粹和苏联的大多数欧洲难民（主要是犹太人和斯拉夫人），他们被被禁止前往美国，直到第二次世界大战之后才被缓解限制。
1930年，南森国际难民局（Nansen Office）成立，作为委员会的后继机构。 它最杰出的成就是推行了南森护照，这是一种难民旅行证件，因此获得了1938年诺贝尔和平奖。 南森办事处因为资金问题，难民人数增加以及一些成员国缺乏合作的原因，导致总体运行并不乐观。
尽管如此，南森办事处设法接洽了14个国家批准了1933年的《难民公约》，这是一次早期、温和的人权宪章的尝试，为全世界约100万难民提供了援助。

## 难民与移民
伪装为难民向移民目标国提出避难申请是非法移民逃避移民审查的常用手段之一，加拿大移民部为此于2012年和2013年分两批公布了美国、英国、日本、墨西哥、以色列等35个“安全国家”名单。凡是已经被列入“安全国家名单”的各国国民在加拿大申请难民时，加拿大将会启动快速审批程序，并且在被拒绝加拿大移民之后不能上诉。从2013年开始，朝鲜的“脱北者”再也不能申请在加拿大避难，因为他们在法律上被视为韩国国民，而韩国于当年5月被加拿大移民部标记为“特别关心国家”，以防止落户韩国的“脱北者”伪装成难民进入加拿大。
2016年1月28日，德国执政联盟宣布将阿尔及利亚、摩洛哥、突尼斯列入“原始地安全国家”名单。这意味着，这3个北非国家的国民向德国提交的难民申请庇护很可能被拒绝。
近年屢次發生有中華民國國民持臨時簽證入境澳大利亞，隨後以不堪臺灣黑道暴力討債為由尋求庇護；當澳大利亞移民及邊防署拒發保護簽證後，他們則上訴至澳大利亞行政申訴仲裁庭要求司法覆核，但全都被裁定上訴失敗並維持原來決定。據澳大利亞法律資訊研究院資料顯示，自2016年4月以來至今，類似案件累計至少有6宗。這些案件的情節，全都互有雷同。
然而歷史案例上經常發生難民被不法集團盯上，被抓走或誘騙去從事強迫勞動、器官交易、強制賣淫、兒童色情等，以剝削方式或以生命來換取生存機會。

## 接受难民的影響
在世界多國，接收难民已成為嚴重的政治動盪、社會穩定、種族分歧等問題，不少更造成社會極端分化，如敘利亞難民、歐洲移民危機。

## 难民電影
《Baulkham Hills African Ladies Troupe》為一部2013年上演的劇場，及後演變成紀錄片。主要講述四名遭受暴力危險的難民婦女如何互相支持並治療。而電影中的演員亦是現實中的難民。此片受聯合國難民署支持，推出後亦受大眾好評。

## 备注
1. ↑  6宗案件：1510345 (Refugee) [2017] AATA 1012 (7 June 2017) 、1504343 (Refugee) [2017] AATA 716 (24 April 2017) 、1513082 (Refugee) [2017] AATA 1196 (31 July 2017) 、1505972 (Refugee) [2017] AATA 223 (6 February 2017) 、1504130 (Refugee) [2016] AATA 4738 (14 November 2016)、1502987 (Refugee) [2016] AATA 3687 (14 April 2016)